# Зеленский, Виктор Федотович
Зеленский Виктор Федотович (18 февраля 1929, Балашовский район, Нижне-Волжский край — 13 марта 2017) — советский и украинский учёный в области физики твёрдого тела и физического материаловедения, доктор технических наук (1966), академик АН УССР (1988). Лауреат Государственной премии СССР (1983).

## Биография
Родился в селе Сурочи (ныне в составе села Табуновка) Ново-Покровский район Саратовской области. Его родителями были сельский учитель и колхозница.
Поступил на физический факультет Саратовского государственного университета имени Н. Г. Чернышевского, в 1950 г. перевелся в Харьковский государственный университет им. А. М. Горького, который окончил в 1952 г. Член КПСС с 1956 г.
С 1952 г. работал в Физико-техническом институте АН УССР: младший научный сотрудник, старший научный сотрудник, начальник лаборатории ВМ-2, начальник отдела МР, начальник отделения.
В 1966 г. успешно представил и защитил на научно-техническом совете Минсредмаша СССР технический проект тепловыделяющего элемента и ТВС реактора КС-150 Чехословацкой АЭС.
В 1974—1980 гг. — заместитель директора по научной работе, в 1980—1993 г. — директор Физико-технического института АН УССР/Украины, 1993—1996 гг. — генеральный директор Национального научного центра «Харьковский физико-технический институт».
С 1996 по 1998 г. — директор Института физики твердого тела, материаловедения и новых технологий в одном центре. С 1997 г. — советник при Дирекции Национального научного центра «Харьковский физико-технический институт».
Кандидат технических наук (1956), доктор технических наук (1966), тема диссертации: «Разработка и исследование материалов и тепловыделяющих элементов газовых реакторов».
Действительный член АН УССР (1988), член-корреспондент (1978). Избирался членом Президиума АН УССР и Председателем Северо-Восточного центра АН УССР.

## Научная деятельность
Исследования по физике радиационных повреждений твёрдых тел, радиационного материаловедения и технологии материалов. По результатам работ в области металлофизики урана и урановых сплавов удалось создать топливо, которое позволяло достигать двух процентов выгорания урана, что открывало новые перспективы использования металлического урана в атомной энергетике.
Активный участник исследований по использованию ускорителей в радиационном материаловедении, а также физике радиационных повреждений и радиационному материаловедению, обеспечивающую научное сопровождение развития работ по разработке новых конструкционных материалов и прогнозированию их поведения в реакторах на быстрых нейтронах и в термоядерных реакторах. В результате на никеле как модельном материале с ГЦК-решеткой была продемонстрирована высокая эффективность разработанных методов для имитации и изучения всех известных явлений, протекающих в материалах ядерных реакторов, с применением облучения потоками заряженных частиц, высокоэнергетичных электронов и гамма-квантов, обнаружено явление подавления вакансионного распухания при легировании металлов редкоземельными элементам.
Внес существенный вклад в развитие физики радиационных явлений, физики радиационных, ионных и вакуумно-плазменных технологий, получению новых радиационно-стойких материалов: сплавов циркония, сталей (типа ХНС), сплавов на основе хрома. Расширяются возможности вакуумной плавильной базы, вакуумной обработки материалов давлением.
Автор работ по разработке углерод-углеродных конструкционных материалов (УУКМ) и методам разработки термоградиентных газофазных технологий. Под его руководством с помощью комплексного использования физических методов рафинирования были созданы особочистые металлы и проведены исследования радиационно-стойких материалов на основе арсенида галлия и
других соединений, а также осуществлены работы по физике и металлургии бериллия.
Автор 350 научных работ, 60 изобретений, как педагог подготовил более 30 докторов и кандидатов наук.

## Награды и звания
- Заслуженный деятель науки УССР (1978);
- орден Октябрьской Революции;
- орден Трудового Красного Знамени;
- Орден «За заслуги» (Украина) 3-й степени (1999);
- Орден Труда (ЧССР)[1];
- Государственная премия СССР (1983);
- Государственная премия Украины в области науки и техники (10 декабря 2007)[2];
- медали.